# Miguel Navarro Sorní
Miquel Navarro Sorní (Chirivella, Horta Sud 1954) es un historiador y sacerdote valenciano. Ha centrado la mayor parte de su investigación histórica en el estudio de la familia Borja y en la historia eclesiástica de Valencia.

## Biografía
Miquel Navarro nació en Chirivella en 1954. Estudió el bachillerato en el Seminario Metropolitano de Valencia y cursó eclesiásticos en la Facultad de Teología de Valencia.  Fue becario del Real Colegio del Corpus Christi de Valencia del que actualmente es colegiado permanente.
Se licenció en Teología en la Facultad de Teología de Valencia y se doctoró en Historia Eclesiástica en la Pontificia Universidad Gregoriana de Roma, con una tesis sobre Calixto III Borja y Alfonso V el Magnánimo . Fue director del Colegio Mayor Universitario San Juan de Ribera, de Burjasot (1988-1995), becario investigador del Instituto de Estudios Históricos Españoles de la Iglesia Nacional Española de Santiago y Nuestra Señora de Montserrat, de Roma (1992- 1995) e investigador (2007-2008) del proyecto del Diccionario general de Historia Eclesiástica de Valencia. Recibió el Premio Ausiàs March individual (2006) de los Amigos de la Real Academia de Cultura Valenciana
Fue miembro de la Academia Valenciana de la Lengua (2011-2015) y actualmente es Catedrático de Historia de la Iglesia en la Facultad de Teología de Valencia, y socio correspondiente de la asociación científica Roma nel Rinascimento. Presidente de la Academia de Historia Eclesiástica de Valencia y miembro de la Cátedra Fides et Ratio de la Universidad católica de Valencia. Es subdirector del IVEMIR-UCV ("Institut Isabel de Villena d'Estudis Medievals i Renaixentistes", de la Universidad Católica de Valencia) y de su revista Specula .

## Obras
Sus publicaciones se pueden agrupar en tres temas:
En primer lugar sobre los Borja: ha centrado la mayor parte de su investigación histórica en el estudio de la familia Borja y, en concreto, de Alfonso de Borja, el papa Calixto III, del que ha publicado una extensa biografía: Alfonso de Borja, papa Calixto III y las fuentes documentales: Documentos para la historia de Alfonso de Borja, papa Calixto III (2008).
El segundo tema sería la Historia eclesiástica de Valencia, especialmente en los siglos xv y xvi: La Iglesia y la expansión mediterránea de la Corona de Aragón (1991) y Dos valencianos en la sede de Pedro: los papas Borja siglos xv y xvi (2006), La vida religiosa en la Valencia de Roís de Corella (2014), Isabel de Villena teóloga: La Inmaculada Concepción de María en su Vita Christi (2022), entre otros.
Y finalmente ha publicado sobre el Patriarca Juan de Ribera : destacamos el Catálogo de incunables y de obras impresas del siglo xvi, no registradas en el inventario de 1966, de la Biblioteca de San Juan de Riber en (1990) y Los libros del Patriarca Ribera . Fe y cultura en el tráfico del Renacimiento en el Barroco (2011), y El Patriarca Juan de Ribera y las beatas: el caso de Margarita Agulló (2022).